# Fernando Arrabal
Fernando Arrabal Terán, španski pisatelj, pesnik, dramatik, scenarist, filmski režiser, * 11. avgust 1932, Melilla, Španija.
Eno prvih njegovih odmevnih dramskih besedil je enodejanka Piknik na bojišču (1952), ki prikazuje absurdnost vojaških spopadov. Delo je poslovenil Bruno Hartman.
Od leta 1955 živi v Franciji.